# Aedes bekkui
Aedes bekkui é um espécie de mosquito do género Aedes, pertencente à família Culicidae.